# Agrostis sciurea
Agrostis sciurea é uma espécie de gramínea do gênero Agrostis, pertencente à família Poaceae.